# Nipponotusukuru
Nipponotusukuru es un género de arañas araneomorfas de la familia Linyphiidae. Se encuentra en Japón.

## Lista de especies
Según The World Spider Catalog 12.0:
- Nipponotusukuru enzanensis Saito & Ono, 2001
- Nipponotusukuru spiniger Saito & Ono, 2001